# FK Dinamo Briansk
Maillots
Le Futbolny klub Dinamo-Briansk, plus couramment abrégé en Dinamo Briansk (en russe : Динамо-Брянск), est un club russe de football basé à Briansk fondé en 1931.
Il évolue en troisième division russe depuis la saison 2021-2022.

## Histoire

### Période soviétique (1931-1991)

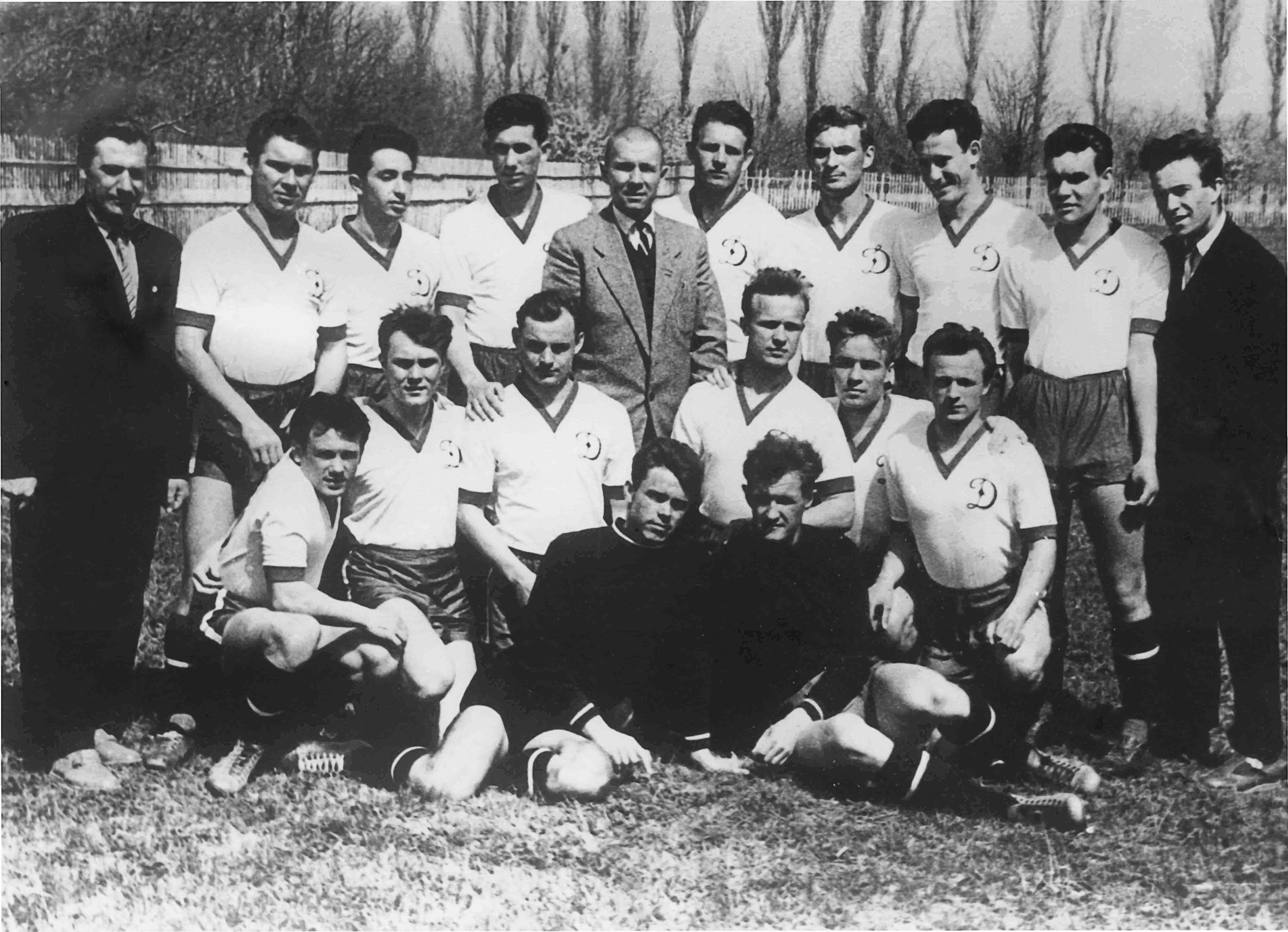
Photo d'équipe du Dinamo en 1960.

Le club est fondé en 1931 par Grigori Pimachkine et Andreï Adamovitch, deux agents de la GPU. Il participe dans un premier temps au championnat des régions occidentales de l'Union soviétique. Le club cesse cependant ses activités en 1937 lorsque la ville de Briansk et son oblast sont replacés au sein du nouvel oblast d'Orel. Il reprend du service en 1945 après la fin de la Seconde Guerre mondiale et la recréation de l'oblast de Briansk, intégrant rapidement le championnat de la RSFS de Russie dès 1948. Finissant par la suite dernier de son groupe l'année suivante, il retourne par la suite à l'échelon régional.
L'extension du championnat soviétique en 1960 permet au Dinamo de découvrir pour la première fois les compétitions nationales en entrant dans la Klass B, c'est-à-dire la deuxième division soviétique, qui est alors divisée en une multitude de groupes. Intégré au premier groupe de la RSFS de Russie, il termine quinzième sur seize pour sa première saison puis enchaîne une neuvième et une treizième place lors des deux années qui suivent avant d'être replacé au sein de la troisième division à la suite de la réorganisation des divisions soviétiques. Continuant sur sa lancée lors des saisons suivantes avec plusieurs places de milieu de classement, le club termine finalement premier de son groupe en 1967 et se qualifie ainsi pour la phase finale, où il termine cependant dernier et échoue à la promotion. Après avoir fini à nouveau premier de son groupe l'année suivante, le Dinamo parvient cette fois à être promu à l'issue des barrages et retrouve ainsi le deuxième échelon, où il est intégré au sein du premier groupe. Malgré une quatorzième place sur vingt, une nouvelle réorganisation des divisions l'amène à être relégué directement au troisième échelon à la fin de l'année 1969.
Les années qui suivent voient l'équipe terminer régulièrement dans les dernières places de ses groupes successifs jusqu'au début des années 1980 qui le voit occuper les quatre premières places entre 1981 et 1985, année où il termine premier de son groupe mais échoue à la promotion lors de la phase finale. Ses dernières années dans le système soviétique le voit par la suite enchaîner les places de milieu et de haut de classement.

### Période russe (depuis 1992)
Après la chute de l'Union soviétique, le Dinamo est replacé au sein de la nouvelle troisième division russe en 1992. Après avoir fini quatorzième de la zone 2 cette année-là, il est finalement relégué l'année suivante à la faveur d'une quinzième place dans la zone 3 mais surtout en raison de la création d'une quatrième division professionnelle où sont envoyées la plupart des équipes de troisième division. Il évolue par la suite quatre années à cet échelon, finissant successivement entre haut et milieu de classement avant de retrouver le troisième échelon en 1998 après la dissolution du quatrième niveau professionnel.
Finissant douzième du groupe Centre pour son retour, l'équipe se distingue rapidement comme un concurrent régulier à la promotion, terminant systématiquement parmi les cinq premiers entre 1999 et 2003, année qui le voit finir deuxième derrière le FK Orel avant d'être promu administrativement en deuxième division à la suite du retrait du Dinamo Saint-Pétersbourg. Elle parvient par la suite à se maintenir en terminant quinzième puis treizième lors de ses deux premières saisons avant de remonter peu à peu entre 2006 et 2007 en atteignant la neuvième puis la huitième place. Cette dernière année voit par ailleurs le Dinamo atteindre les demi-finales de la Coupe de Russie, où il est cependant éliminé par le FK Moscou. La saison 2008 s'avère cependant désastreuse et le club termine avant-dernier du championnat et largement relégable avec seulement vingt-deux points en quarante-deux matchs.
Son retour au troisième niveau est cependant bref, celui-ci terminant deuxième du groupe Centre avant d'être promu administrativement en tirant profit de la promotion administrative de l'Alania Vladikavkaz. Il se maintient par la suite en deuxième division en 2010 avant de finir cinquième la saison suivante, à sept points d'un éventuel barrage de promotion. Dans la foulée cependant, le club est rattrapé par ses ennuis financiers et se voit retirer son statut professionnel en juin 2012, amenant à sa rétrogradation en quatrième division.
Après avoir remporté le groupe Tchernozem en 2013, le Dinamo retrouve son statut professionnel pour la saison 2013-2014 et réintègre le groupe Centre du troisième échelon. Après avoir fini cinquième pour son retour, il enchaîne par la suite les places en milieu voire bas de classement avant de remporter le groupe à l'issue de la saison 2019-2020 et retrouve dans la foulée la deuxième division.
Ce retour, malgré des débuts prometteurs, est cependant entaché par plusieurs cas de Covid-19 qui affectent l'effectif du club et le forcent à se mettre en quarantaine, l'amenant à déclarer forfait pour plusieurs rencontres du mois de septembre 2020. Les performances de l'équipe retombent par la suite, de sorte que le Dinamo se trouve proche de la zone de relégation en fin d'année. La trêve hivernale voit ensuite une des victoires du club être annulée tandis qu'une pénalité additionnelle de trois points lui est infligée pour falsifications de documents afin de masquer le nombre réel de cas de Covid-19 au sein de l'effectif,. Ces sanctions l'ancrent fermement dans la zone rouge, tandis que les résultats suivant la reprise sont désastreux. La relégation du Dinamo est finalement confirmée à quatre manches de la fin de la saison.

## Bilan sportif

### Palmarès
| Période russe | Période soviétique |
| --- | --- |
| - Coupe de Russie - Demi-finaliste : 2007. - Championnat de Russie de D2 - Cinquième : 2012. - Championnat de Russie de D3 - Vainqueur de groupe : 2020. - Championnat de Russie amateur - Vainqueur de groupe : 2013. | - Coupe d'Union soviétique - Soixante-quatrièmes de finale : 1985, 1986, 1990 et 1991. - Championnat d'Union soviétique de D2 - Neuvième : 1961. - Championnat d'Union soviétique de D3 - Vainqueur de groupe : 1967, 1968 et 1985. |

### Classements en championnat
La frise ci-dessous résume les classements successifs du club en championnat d'Union soviétique.
La frise ci-dessous résume les classements successifs du club en championnat de Russie.
Impossible de compiler l'entrée EasyTimeline :

Timeline generation failed: 1 error found

Line 55:   from:01/07/2023 till:01/01/2024 color:rs shift:(0,13)  text: "D3"

- PlotData invalid. Attribute 'color' has unknown color 'rs'.

```
 Specify command 'Color' before this command.

```

### Bilan par saison
Légende
- Promotion en division supérieure
- Relégation en division inférieure

#### Période soviétique
| Saison | Championnat | Championnat | Championnat | Championnat | Championnat | Championnat | Championnat | Championnat | Championnat | Championnat | Coupe d'URSS          |
| Saison | Division    | Pos         | Pts         | J           | V           | N           | D           | BP          | BC          | Diff        | Coupe d'URSS          |
| ------ | ----------- | ----------- | ----------- | ----------- | ----------- | ----------- | ----------- | ----------- | ----------- | ----------- | --------------------- |
| 1960   | 2e Russie 1 | 15e         | 20          | 30          | 7           | 6           | 17          | 32          | 64          | -32         | —                     |
| 1961   | 2e Russie 1 | 9e          | 20          | 24          | 8           | 4           | 12          | 31          | 47          | -16         | Finale Q              |
| 1962   | 2e Russie 1 | 13e         | 24          | 32          | 7           | 10          | 15          | 32          | 43          | -11         | Huitièmes de finale Q |
| 1963   | 3e Russie 1 | 8e          | 34          | 30          | 13          | 8           | 9           | 44          | 30          | +14         | Quarts de finale Q    |
| 1964   | 3e Russie 1 | 8e          | 34          | 32          | 12          | 10          | 10          | 34          | 31          | +3          | Quarts de finale Q    |
| 1965   | 3e Russie 1 | 6e          | 39          | 34          | 14          | 11          | 9           | 34          | 29          | +5          | —                     |
| 1966   | 3e Russie 1 | 14e         | 25          | 32          | 8           | 9           | 15          | 28          | 33          | -5          | Quarts de finale Q    |
| 1967   | 3e Russie 1 | 1er         | 42          | 34          | 16          | 10          | 8           | 39          | 19          | +20         | Quarts de finale Q    |
| 1968   | 3e Russie 1 | 1er         | 53          | 38          | 21          | 11          | 6           | 47          | 25          | +22         | Seizièmes de finale Q |
| 1969   | 2e Groupe 2 | 14e         | 34          | 38          | 11          | 12          | 15          | 26          | 43          | -17         | —                     |
| 1970   | 3e Zone 2   | 21e         | 25          | 42          | 7           | 11          | 24          | 34          | 79          | -45         | 128es de finale       |
| 1971   | 3e Zone 2   | 13e         | 43          | 38          | 9           | 16          | 13          | 30          | 36          | -6          | —                     |
| 1972   | 3e Zone 3   | 8e          | 38          | 36          | 16          | 6           | 14          | 47          | 48          | -1          | —                     |
| 1973   | 3e Zone 4   | 18e         | 20          | 34          | 9           | 2           | 19          | 43          | 54          | -11         | —                     |
| 1974   | 3e Zone 2   | 12e         | 37          | 38          | 15          | 7           | 16          | 47          | 48          | -1          | —                     |
| 1975   | 3e Zone 3   | 15e         | 30          | 38          | 10          | 10          | 18          | 34          | 50          | -16         | —                     |
| 1976   | 3e Zone 3   | 21e         | 19          | 40          | 5           | 9           | 26          | 28          | 59          | -31         | —                     |
| 1977   | 3e Zone 1   | 21e         | 17          | 40          | 6           | 5           | 29          | 30          | 98          | -68         | —                     |
| 1978   | 3e Zone 1   | 20e         | 31          | 46          | 11          | 9           | 26          | 37          | 72          | -52         | —                     |
| 1979   | 3e Zone 1   | 14e         | 48          | 46          | 21          | 6           | 19          | 60          | 65          | +4          | —                     |
| 1980   | 3e Zone 3   | 18e         | 8           | 34          | 3           | 2           | 29          | 28          | 79          | -51         | —                     |
| 1981   | 3e Zone 1   | 4e          | 40          | 32          | 17          | 6           | 9           | 47          | 25          | +22         | —                     |
| 1982   | 3e Zone 3   | 3e          | 38          | 30          | 17          | 4           | 9           | 61          | 42          | +19         | —                     |
| 1983   | 3e Zone 3   | 2e          | 43          | 32          | 18          | 7           | 7           | 54          | 34          | +20         | —                     |
| 1984   | 3e Zone 3   | 4e          | 43          | 34          | 20          | 6           | 8           | 61          | 40          | +21         | —                     |
| 1985   | 3e Zone 1   | 1er         | 51          | 32          | 23          | 5           | 4           | 73          | 30          | +43         | —                     |
| 1986   | 3e Zone 5   | 12e         | 25          | 30          | 8           | 9           | 13          | 37          | 43          | -6          | 64es de finale        |
| 1987   | 3e Zone 5   | 11e         | 28          | 34          | 11          | 6           | 17          | 34          | 44          | -10         | 64es de finale        |
| 1988   | 3e Zone 5   | 6e          | 38          | 34          | 16          | 6           | 12          | 49          | 47          | +2          | —                     |
| 1989   | 3e Zone 5   | 2e          | 60          | 42          | 25          | 10          | 7           | 89          | 48          | +41         | —                     |
| 1990   | 3e Centre   | 9e          | 44          | 42          | 18          | 8           | 16          | 59          | 51          | +8          | —                     |
| 1991   | 3e Centre   | 11e         | 41          | 42          | 18          | 5           | 19          | 47          | 50          | -3          | 64es de finale        |
| 1991   | 3e Centre   | 11e         | 41          | 42          | 18          | 5           | 19          | 47          | 50          | -3          | 64es de finale        |

#### Période russe
| Saison    | Championnat   | Championnat | Championnat | Championnat | Championnat | Championnat | Championnat | Championnat | Championnat | Championnat | Coupe de Russie     |
| Saison    | Division      | Pos         | Pts         | J           | V           | N           | D           | BP          | BC          | Diff        | Coupe de Russie     |
| --------- | ------------- | ----------- | ----------- | ----------- | ----------- | ----------- | ----------- | ----------- | ----------- | ----------- | ------------------- |
| 1992      | 3e Zone 2     | 14e         | 38          | 42          | 13          | 12          | 17          | 44          | 60          | -16         | —                   |
| 1993      | 3e Zone 3     | 15e         | 37          | 34          | 11          | 5           | 18          | 37          | 49          | -12         | 128es de finale     |
| 1994      | 4e Zone 2     | 12e         | 28          | 32          | 11          | 6           | 15          | 38          | 40          | -2          | —                   |
| 1995      | 4e Zone 4     | 5e          | 41          | 24          | 11          | 8           | 5           | 32          | 16          | +16         | 128es de finale     |
| 1996      | 4e Zone 4     | 5e          | 52          | 30          | 14          | 10          | 6           | 52          | 27          | +15         | 256es de finale     |
| 1997      | 4e Zone 5     | 13e         | 46          | 36          | 13          | 7           | 16          | 38          | 42          | -4          | 32es de finale      |
| 1998      | 3e Centre     | 12e         | 50          | 40          | 14          | 8           | 18          | 44          | 57          | -13         | 64es de finale      |
| 1999      | 3e Centre     | 5e          | 63          | 36          | 18          | 9           | 9           | 51          | 24          | +17         | 64es de finale      |
| 2000      | 3e Centre     | 2e          | 86          | 38          | 26          | 8           | 4           | 60          | 23          | +37         | 128es de finale     |
| 2001      | 3e Centre     | 3e          | 82          | 38          | 24          | 10          | 4           | 64          | 23          | +41         | 256es de finale     |
| 2002      | 3e Centre     | 4e          | 72          | 38          | 21          | 9           | 8           | 50          | 28          | +22         | 256es de finale     |
| 2003      | 3e Centre     | 2e          | 83          | 36          | 27          | 2           | 7           | 64          | 26          | +28         | 256es de finale     |
| 2004      | 2e            | 15e         | 55          | 42          | 14          | 13          | 15          | 49          | 51          | -2          | 256es de finale     |
| 2005      | 2e            | 13e         | 52          | 42          | 13          | 13          | 16          | 44          | 49          | -5          | Seizièmes de finale |
| 2006      | 2e            | 9e          | 61          | 42          | 17          | 10          | 15          | 42          | 38          | +4          | Seizièmes de finale |
| 2007      | 2e            | 8e          | 59          | 42          | 16          | 11          | 15          | 49          | 55          | -6          | Demi-finales        |
| 2008      | 2e            | 21e         | 22          | 42          | 6           | 4           | 32          | 30          | 81          | -51         | Seizièmes de finale |
| 2009      | 3e Centre     | 2e          | 69          | 32          | 20          | 9           | 3           | 57          | 22          | +35         | Seizièmes de finale |
| 2010      | 2e            | 14e         | 44          | 38          | 11          | 11          | 16          | 53          | 54          | -1          | 128es de finale     |
| 2011-2012 | 2e            | 5e          | 78          | 52          | 22          | 12          | 18          | 62          | 57          | +5          | 32es de finale      |
| 2011-2012 | 2e            | 5e          | 78          | 52          | 22          | 12          | 18          | 62          | 57          | +5          | Seizièmes de finale |
| 2012-2013 | 4e Tchernozem | 1er         | 70          | 28          | 22          | 4           | 2           | 68          | 17          | +51         | —                   |
| 2013-2014 | 3e Centre     | 5e          | 48          | 30          | 14          | 6           | 10          | 35          | 32          | +3          | 128es de finale     |
| 2014-2015 | 3e Centre     | 10e         | 38          | 30          | 9           | 11          | 10          | 30          | 26          | +4          | 64es de finale      |
| 2015-2016 | 3e Centre     | 9e          | 31          | 26          | 8           | 7           | 11          | 22          | 25          | -3          | 64es de finale      |
| 2016-2017 | 3e Centre     | 9e          | 30          | 24          | 8           | 6           | 10          | 22          | 19          | +3          | 64es de finale      |
| 2017-2018 | 3e Centre     | 10e         | 34          | 26          | 10          | 4           | 12          | 33          | 29          | +4          | 32es de finale      |
| 2018-2019 | 3e Centre     | 4e          | 48          | 26          | 15          | 3           | 8           | 40          | 21          | +19         | 32es de finale      |
| 2019-2020 | 3e Centre     | 1er         | 39          | 17          | 12          | 3           | 2           | 28          | 11          | +17         | 128es de finale     |
| 2020-2021 | 2e            | 20e         | 32-3        | 42          | 10          | 5           | 27          | 24          | 66          | -42         | Phase de groupes    |
| 2021-2022 | 3e Groupe 3   | 3e          | 39          | 22          | 10          | 9           | 3           | 36          | 19          | +17         | Phase de groupes    |
| 2022-2023 | 3e Groupe 3   | 2e          | 38          | 22          | 11          | 5           | 6           | 25          | 12          | +13         | Seizièmes de finale |
| 2023-2024 | 3e Or         | 9e          | 22          | 18          | 6           | 4           | 8           | 18          | 22          | -4          | 32es de finale      |

## Personnalités du club

### Entraîneurs
La liste suivante présente les différents entraîneurs du club depuis 1931.
- Grigori Pimachkine (1931-1941)
- Iosif Motchanis (1945-janvier 1960)
- Ilia Bizioukov (avril 1960-décembre 1960)
- Ivan Soloviov (1961)
- Vladimir Iline (1962-1964)
- Iouri Lioudnitski (1965-1966)
- Vladimir Vedernikov (1967-1970)
- Vadim Koublitski (1971-1972)
- Valeri Sidorenko (1973)
- Viktor Terentiev (1974)
- Vladimir Bolotov (1975-1976)
- Iouri Marouchkine (1977-1978)
- Lev Drozdov (janvier 1979-mai 1979)
- Ievgueni Sergueïev (juin 1979-mai 1980)
- Viktor Zimine (mai 1980-décembre 1980)
- Iouri Marouchkine (1981-juillet 1991)
- Viatcheslav Perfilev (juillet 1991-1992)
- Nikolaï Sergueïev (1992-1993)
- Viktor Zimine (1994-1996)
- Aleksandr Sekselev (mai 1997-août 1997)
- Igor Belanovitch (février 1999-juin 2000)
- Valeri Korneïev (juillet 2000-juillet 2001)
- Viktor Zimine (juillet 2001-décembre 2002)
- Igor Belanovitch (janvier 2003-décembre 2003)
- Korneï Chperling (décembre 2003-juin 2004)
- Igor Belanovitch (juin 2004-juin 2005)
- Soferbi Iechougov (juin 2005-juillet 2007)
- Vladimir Sytchiov (juillet 2007-décembre 2007)
- Andreï Tchernychov (janvier 2008-juin 2008)
- Viktor Zimine (juin 2008-juillet 2008)
- Leonid Nazarenko (juillet 2008-janvier 2009)
- Sergueï Boulatov (février 2009-novembre 2009)
- Soferbi Iechougov (janvier 2010-mai 2010)
- Sergueï Ovtchinnikov (mai 2010-septembre 2010)
- Aleksandr Smirnov (septembre 2010-mai 2011)
- Valeri Petrakov (mai 2011-juin 2012)
- Dmitri Larine (juillet 2012-mars 2015)
- Oleg Garine (mars 2015-avril 2016)
- Iouri Bykov (avril 2016-juin 2017)
- Soferbi Iechougov (juin 2017-janvier 2018)
- Aleksandr Gorbatchiov (février 2018-janvier 2021)
- Ievgueni Perevertaïlo (février 2021-juin 2021)
- Aleksandr Fomotchiov (depuis juillet 2021)

### Joueurs notables
Les joueurs internationaux suivants ont joué pour le club. Ceux ayant évolué en équipe nationale lors de leur passage au Dinamo sont marqués en gras.
- Emin Agayev (2005)
- Vladimir Korytko (en) (2012)
- Maksim Romaschenko (2010-2012)
- Branislav Krunić (2010-2011)
- Almir Mukhutdinov (en) (2011-2012)
- Oleg Musin (en) (2005)
- Aleksejs Semjonovs (en) (1997)
- Essau Kanyenda (2011)
- Alexandru Namașco (en) (2010)
- Maksim Beliaïev (2011)
- Valeri Chijov (en) (2008)
- Sergueï Filippenkov (2005-2007)
- Veniamin Mandrykin (2010)
- Anton Zabolotny (2012)
- Đorđe Jokić (2012)
- Viktor Anichkin (1972)
- Valeri Petrakov (1975-1976)